# McDonnell F3H Demon
O McDonnell F3H Demon foi um caça naval a jato, subsónico, com asa em flecha, utilizado pela Marinha dos Estados Unidos no período entre 1956 e 1964.
Depois de alguns problemas graves com o propulsor Westinghouse J40 que acabou por ser definitivamente descartado, aquele que veio a ser sucessor do McDonnell F2H Banshee, adquiriu  certificação para todo o serviço operacional em 1956, redesenhado com o motor J71. Embora não tenha sido projetado para o voo supersónico, complementou outros caças em atividade a bordo dos porta-aviões da US Navy, como o Vought F8U Crusader e o Grumman F-11F Tiger, operando em todas as condições meteorológicas e de luminosidade,  como intercetor armado com mísseis, até ao ano de 1964, vindo a ser retirado ainda antes que pudesse servir na Guerra do Vietname e substituído pelo bem sucedido F-4 Phantom II do mesmo fabricante, com o qual possuía uma certa semelhança externa, já que foi concebido originalmente como um desenvolvimento avançado do Demon.
Foram produzidos 522 exemplares, o último dos quais em 1959.